# Église Saint-Pierre-et-Saint-Martin de Condé-sur-Ifs
L'église Saint-Pierre-et-Saint-Martin est une église catholique située à Condé-sur-Ifs, en France.

## Localisation
L'église est située dans le département français du Calvados, sur la commune de Condé-sur-Ifs.

## Historique
L'édifice est classé au titre des monuments historiques en 1910. On trouve un beau cadran canonial sur le mur sud de l'église.

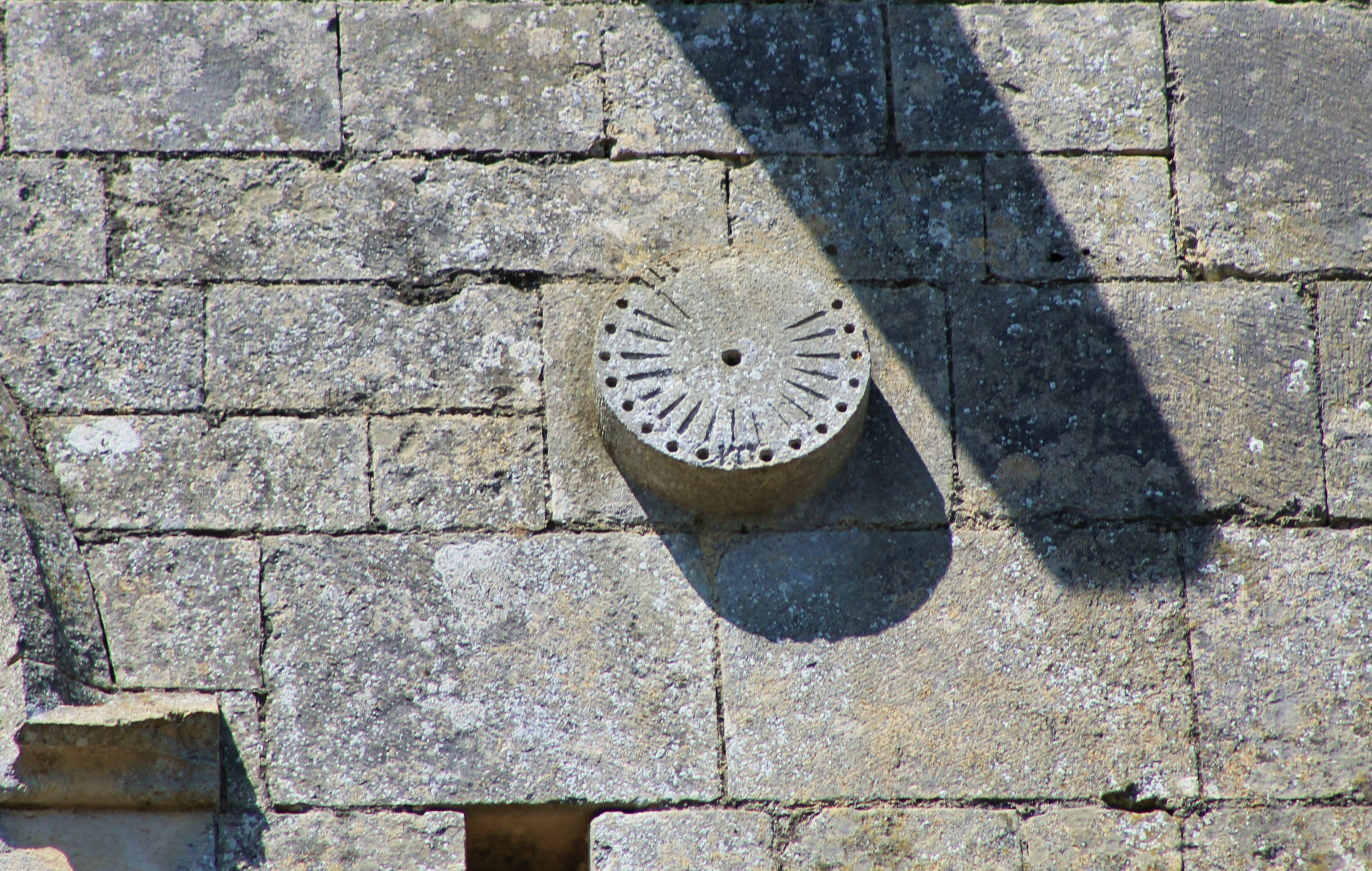
Cadran canonial.